# Lewan Schengelia
Lewan Schengelia (georgisch ლევან შენგელია; englisch Levan Shengelia; * 27. Oktober 1995 in Samtredia) ist ein georgischer Fußballspieler, der seit September 2024 beim griechischer Superligisten OFI Kreta unter Vertrag steht. Der Flügelspieler ist seit Oktober 2019 georgischer Nationalspieler.

## Karriere

### Verein
Der in Samtredia geborene Lewan Schengelia begann seine Profikarriere beim Erstligisten FC Dila Gori, wo er zur Saison 2013/14 in die Reservemannschaft beordert wurde, welche in der zweithöchsten georgischen Spielklasse spielte. Sein Debüt gab er am 31. August 2013 (1. Spieltag) beim 2:2-Unentschieden gegen den FC STU Tiflis. Zwei Wochen später (3. Spieltag) erzielte er bei der 1:3-Auswärtsniederlage gegen Dinamo Batumi sein erstes Saisontor. Am 26. Februar 2014 (19. Spieltag) absolvierte er bei der 1:3-Heimniederlage gegen Guria Lantschchuti sein erstes Ligaspiel in der ersten Mannschaft, als er in der 74. Spielminute für Giorgi Beriaschwili eingewechselt wurde. Im weiteren Verlauf der Spielzeit 2013/14 bestritt er zwei weitere Ligaspiele, während er parallel in 14 Ligapartien der Reserve auf dem Platz stand, in denen ihm drei Treffer gelangen.
Zur Saison 2014/15 wechselte der Flügelspieler zum Ligakonkurrenten Torpedo Kutaissi, für den bereits sein Vater Wasil jahrelang gespielt hatte. Sein Debüt absolvierte er am 1. Oktober 2014 beim 5:2-Pokalsieg gegen Tschcherimela Charagauli, als er in der 60. Spielminute für Aleksi Benaschwili eingetauscht wurde. Für Torpedo machte er bis zum Jahreswechsel nur drei Pflichtspiele.
Im Januar 2015 schloss er sich dem Ligakonkurrenten FC Kolcheti 1913 Poti an. Am 22. Februar 2015 (16. Spieltag) debütierte er beim 0:0-Unentschieden gegen seinen ehemaligen Arbeitgeber Torpedo Kutaissi für seinen neuen Verein. Erstmals treffen konnte er am 6. März 2015 (18. Spieltag) beim 2:0-Auswärtssieg gegen den FC Sugdidi. Im Trikot Kolchetis kam er zu 11 Ligaeinsätzen, in denen er vier Treffer erzielte.
Am 9. Juli 2015 wechselte Schengelia zum belgischen Zweitdivisionär AFC Tubize. Am 5. September 2015 (4. Spieltag) debütierte er beim 1:1-Unentschieden gegen Royal Excelsior Virton, als er in der 68. Spielminute für Mehdi Fennouche ins Spiel kam. In den nächsten Wochen wurde er als Einwechselspieler eingesetzt. Sein erstes Ligator gelang ihm am 29. Januar 2016 (23. Spieltag) beim 1:1-Unentschieden gegen den Lommel United. In dieser Saison 2015/16 absolvierte er 26 Ligaspiele, in denen er zwei Treffer erzielte. Bis zu seinem Wechsel kam er in der nächsten Spielzeit 2016/17 auf 14 Ligaeinsätze, in denen er ein Tor und zwei Vorlagen sammeln konnte.
Am 6. Januar 2017 wechselte er auf Leihbasis für ein Jahr zur südkoreanischen K-League-2-Franchise Daejeon Citizen. Seinen ersten Einsatz bestritt er am 4. März 2017 (1. Spieltag) beim 1:2-Auswärtsniederlage gegen die Ansan Greeners. In den nächsten Wochen entwickelte er sich zum Stammspieler in der Offensive der Mannschaft. Sein erstes Ligator markierte er am 5. Juni 2017 (15. Spieltag) bei der 1:2-Auswärtsniederlage gegen Busan IPark. Für Daejeon Citizen kam er in diesem Spieljahr 2017 in 28 Ligaspielen zum Einsatz, in denen ihm fünf Tore und zwei Vorlagen gelangen.
Im Anschluss an seine Rückkehr nach Belgien wurde er in keinem Pflichtspiel mehr berücksichtigt. Am 14. August 2018 kehrte er ablösefrei in seine Heimat zurück, wo er beim Rekordmeister Dinamo Tiflis einen Vertrag unterschrieb. Sein erstes Spiel bestritt er am 18. August 2018 (21. Spieltag) beim 0:0-Unentschieden gegen den FC Samtredia. Rund einen Monat später (24. Spieltag) traf er im Heimspiel gegen den Stadtrivalen FC Saburtalo Tiflis in der 93. Spielminute zum 2:1-Sieg. In Georgien entwickelte sich Schengelia zu einem der besten Spieler der Liga und er schloss die Saison 2018 mit fünf Toren und vier Vorlagen in 16 Ligaeinsätzen ab. Im nächsten Spieljahr 2019 konnte er sich weiter verbessern. Bis zu seinem Abschied im September 2019 kam er in 24 Ligaspielen zum Einsatz, in denen er 12 Torerfolge und acht Assists verbuchen konnte.
Am 2. September 2019 wechselte er zu Konyaspor in die türkische Süper Lig, wo er mit einem Zweijahresvertrag ausgestattet wurde. Am 15. September 2019 (4. Spieltag) gab er beim 1:0-Auswärtssieg gegen Denizlispor sein Debüt in der höchsten türkischen Spielklasse, als er in der 74. Spielminute für Ömer Ali Şahiner in die Partie gebracht wurde. Am 17. Januar 2020 (18. Spieltag) erzielte er beim 1:0-Auswärtssieg gegen den MKE Ankaragücü das einzige Tor des Tages. In der Spielzeit 2019/20 machte er in 23 Ligaspielen zwei Treffer und vier Vorlagen.

### Nationalmannschaft
Zwischen November 2013 und Mai 2014 kam Lewan Schengelia in vier Länderspielen für die georgische U19-Nationalmannschaft zum Einsatz. Anschließend spielte er von Juni 2015 bis Juni 2016 fünf Mal für die U21 und erzielte dabei zwei Treffer.
Am 12. Oktober 2019 debütierte er beim 0:0-Unentschieden gegen Irland in der Qualifikation zur Europameisterschaft 2021 für die A-Nationalmannschaft, als er in der 73. Spielminute für Giorgi Kwilitaia eingewechselt wurde.